# Megastictus
Megastictus is een geslacht van vogels uit de familie Thamnophilidae. Het geslacht telt één soort:
- Megastictus margaritatus  –  Parelmierklauwier